# シンクトゥギャザー
株式会社シンクトゥギャザー（英: Thinktogether Inc.）は、群馬県桐生市に本社を置く電気自動車専門メーカー。バッテリー駆動の低速電動ミュニティビークル（グリーンスローモビリティ）を専門に製造・販売する。代表商品は小型電気バス「eCOM（イーコム）」シリーズである。

## 概要
2007年1月、群馬県太田市で株式会社シンクトゥギャザーを設立。2009年3月、電気自動車や自動運転車の研究を行っている地元の群馬大学「次世代EV研究会」に入会する。2010年より電気自動車の開発・製造を開始、同年中に小型電気自動車を完成させる。翌2011年9月には主力商品となる小型電気バス「eCOM-8」を完成させた。
2013年5月には創業地の太田市から現在地の桐生市へ本社を移転。会社設立10周年を迎えた2017年には「eCOM-8」より大型の「eCOM-10」を完成、翌2018年6月には「eCOM-8」を改良した「eCOM-82」を完成。
2019年11月27日に運行開始した東京都豊島区のコミュニティバス「IKEBUS」に「eCOM-10」が採用されたことで注目され、マスメディアでも取り上げられる。
自社製造の電気自動車の販売のほか、株式会社アクセス（本社：山梨県甲府市富竹4丁目4-14）の代理店として、電動オートバイ、電動トライク、電動車椅子などの販売も行っている。

## 沿革
2007年
- 1月 - 株式会社シンクトゥギャザー設立（群馬県太田市）[1]。

2009年
- 3月 - 群馬大学次世代EV研究会に入会[1]。

2010年
- 5月 - 電気自動車用パワートレインユニット開発[1]。
- 8月 - マイクロEV「TT1」完成[1]。
- 12月 - マイクロEV「μ-TT2」完成[1]。

2011年
- 9月 -「eCOM-8」完成[1]。

2013年
- 5月- 太田市から桐生市（現在地）へ本社を移転[1]。

2014年
- 1月 - 観光地向け2人乗り低速EV「eCOM-mini」ベアシャーシ完成[1]。
- 12月 -「eCOM-mini」トラック版「eCOM-mini TRUCK」ベアシャーシ完成[1]。

2015年
- 1月 -「eCOM-mini」本体完成[1]。
- 11月 - マイクロEV「TT1」と同タイプの研究用車両「NPRTT1」完成[1]。

2016年
- 5月 - 「NPRTT1」の小型版「NPReCOM-mini」完成[1]。

2017年
- 1月 - 会社設立10周年を迎える[1]。
- 3月 -「eCOM-10」完成[1]。

2018年
- 6月 -「eCOM-82」完成。

2019年
- 8月 -「IKEBUS」1号車を納車[1]。
- 10月 -「IKEBUS」2 - 7号車を納車[1]。
- 11月27日 -「IKEBUS」運行開始[1]。

2020年
- 2月 -「IKEBUS」8 - 10号車を納車、全車両を納車完了[1]。
- 3月 - 伊豆箱根バスに「eCOM-10」を納車[1]。

2021年
- 1月 -「eCOM-4」完成[1]。
- 4月 -「eCOM-4」発売[1]。

## 車種

### eCOM
同社の主力商品であるeCOM（イーコム）シリーズは、低速（最高速度時速19km）で走行する電動バス。eCOM-8（イーコムエイト）の場合は、小型のインホイールモーターを搭載した8輪駆動、足回りへの負荷分散や低床化に適しており、6輪転舵により街中でもスムーズに曲がることができる。バッテリーは交換可能で家庭用100V電源で充電でき、満充電で約40kmの走行ができる。
(太文字は、2025年現在の発売モデルを示す)
- eCOM-mini - 乗車定員2人のレンタモビリティを想定した低速EV[9]。
- eCOM-4 - 乗車定員7人のミニ低速電動バス[10][11]。
- eCOM-8 - 乗車定員10人の低速電動バス[10][12]。
- eCOM-8 (新型) - 駆動力を大幅に増した新型のeCOM-8[10][13]。
- eCOM-82 - eCOM-10をベースにしたeCOM-8の改良型[10][14]。
- eCOM-10 - 乗車定員16人の低速電動バス[10][15]。

## 導入実績
- 株式会社桐生再生（群馬県桐生市）[16] - eCOM-8を導入、桐生市観光周遊バス「MAYU」として使用[17][18]。
- 群馬県みなかみ町 - eCOM-8を導入。
- DreamEDGE社（マレーシア） - eCOM-8を導入[17]。
- 日本ピストンリング - 研究開発用にTT1と同タイプの「NPRTT1」「NPReCOM-mini」を導入[17]。
- 真崎商店（長崎県五島市）- eCOM-miniTRUCKのシャーシを導入[17]。
- 宇奈月温泉「でんき宇奈月プロジェクト」（富山県黒部市） - eCOM-8を導入[17]。
- 群馬県富岡市 - eCOM-8を15台導入、上州富岡駅 - 富岡製糸場間のシャトルバスとして使用[17]。
- 群馬大学 - eCOM-10を導入[17]。
- 群馬県みどり市 - eCOM-8を16台導入、赤城駅 - 大間々駅間のシャトルバスとして使用[17]。
- IKEBUS（東京都豊島区/WILLER EXPRESS）[4][5] - eCOM-10ベースの特注車両（水戸岡鋭治デザイン）を10台導入[17][19][20]。
- 福島県いわき市 - eCOM-82を導入[17]。
- 大分県由布市 - eCOM-82を導入[17]。
- 香川県琴平町 - eCOM-82を導入[17]。
- 伊豆箱根バス - eCOM-10を導入、沼津駅 - 沼津港間のシャトルバスとして使用[17][21]。
- 大分県大分市 - e-COM10を導入[17]。
- 富山県富山市 - eCOM-82ベースの特注車両を導入、富山駅 - 富岩運河環水公園間のシャトルバス「Boule BaaS（ブールバース）」（愛称：ビービー）として使用[17]。
- 宮崎県宮崎市 - eCOM-82を導入[17]。
- 千葉県四街道市 - eCOM-4を導入[17]。
- 茨城県日立市 - eCOM-82を導入、奥日立きららの里[22]周遊バスとして使用[17]。
- 栃木県日光市 - eCOM-10を導入[17]。
- 岩手県陸前高田市 - eCOM-4を導入[17]。

## ギャラリー

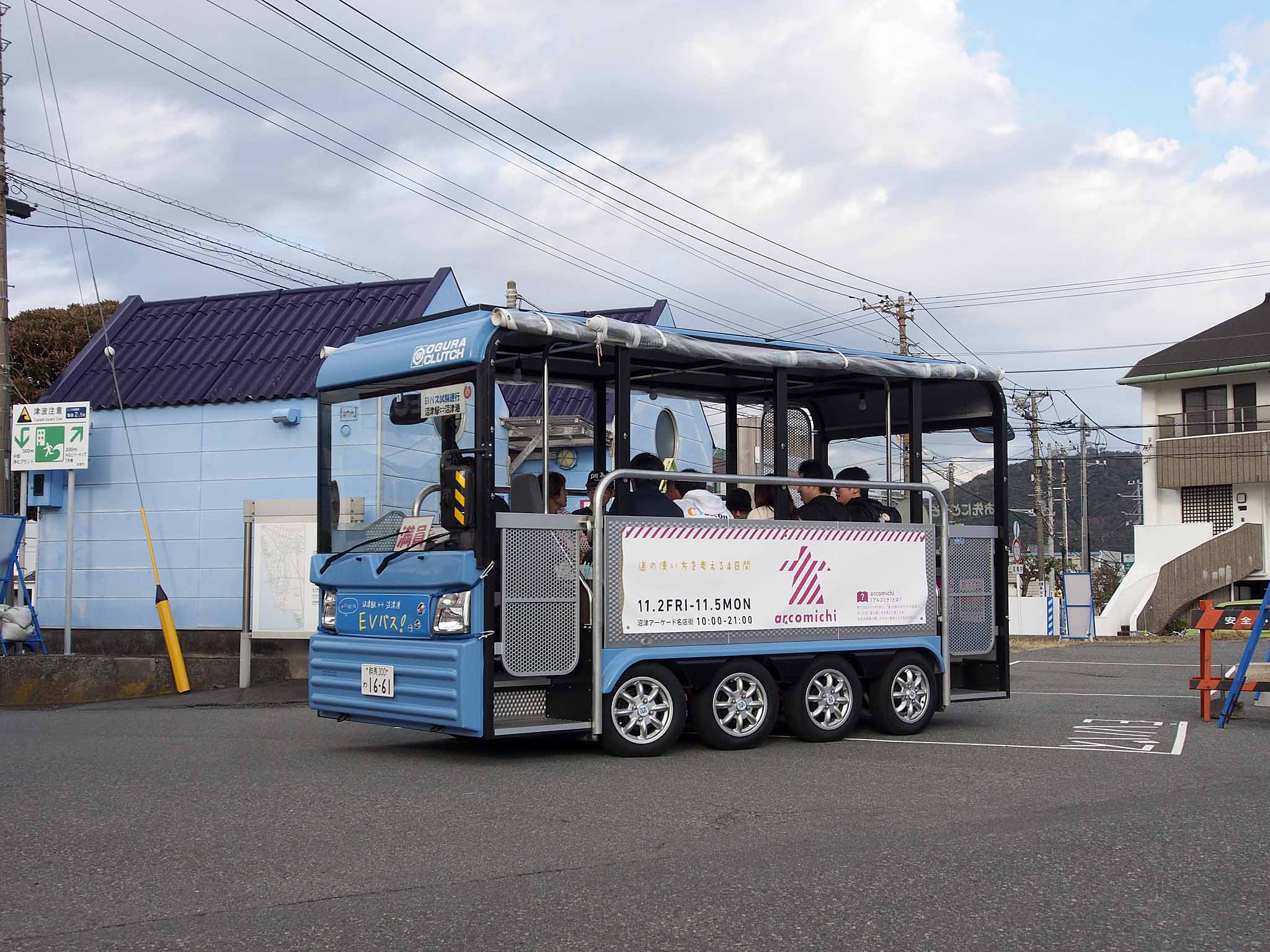
eCOM-8 沼津市
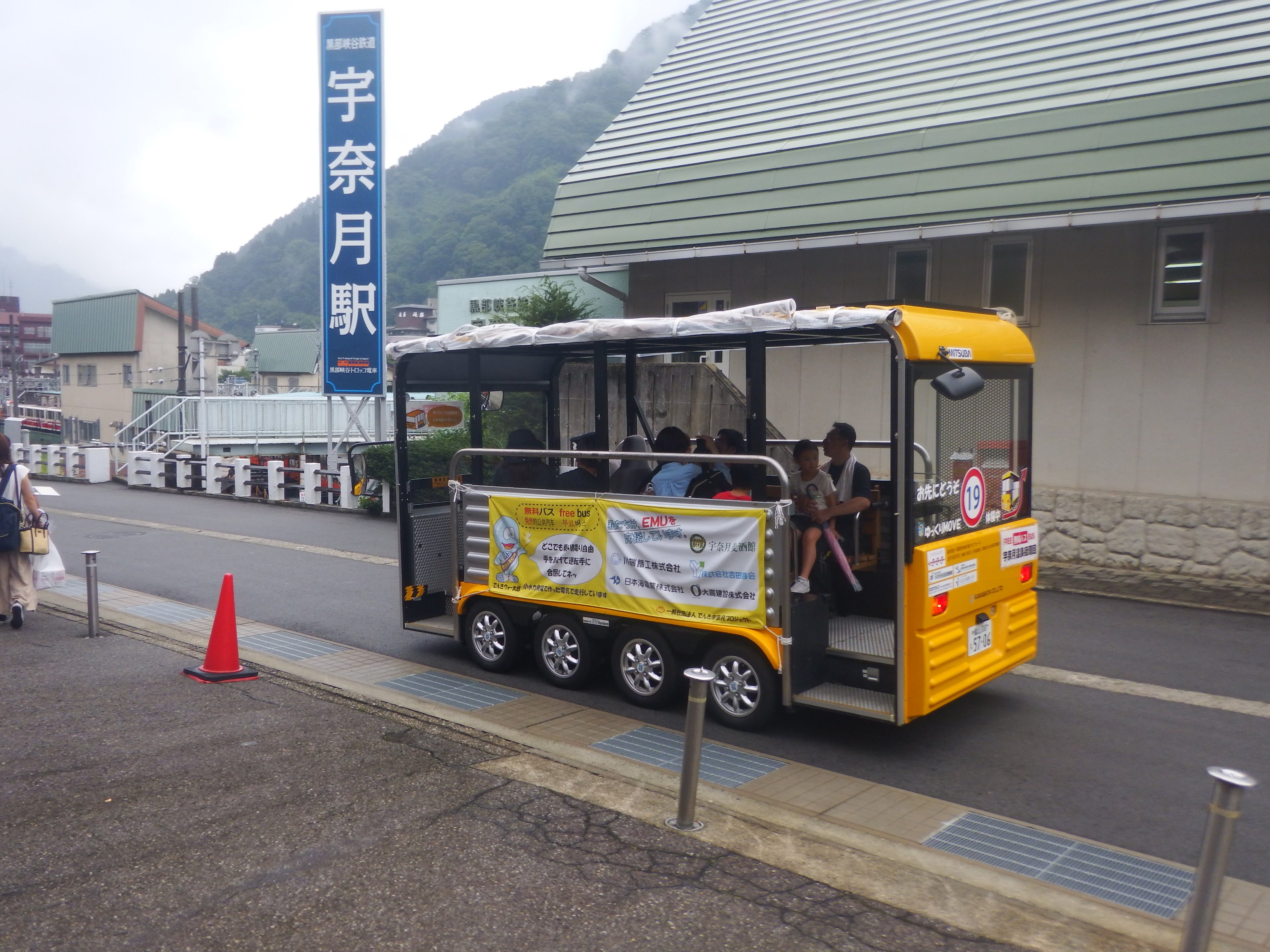
eCOM-8 宇奈月温泉「EMU」
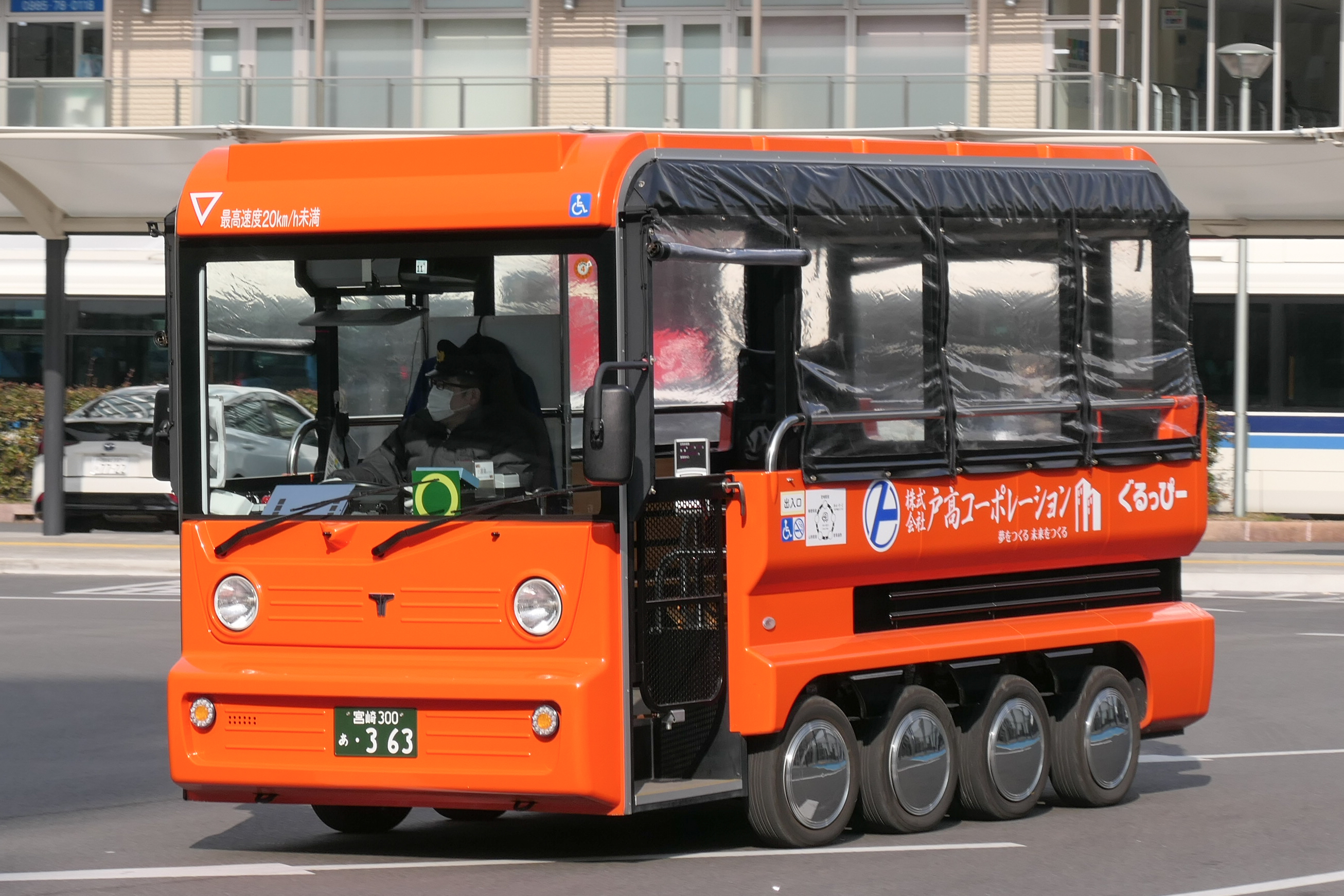
eCOM-82 宮崎交通
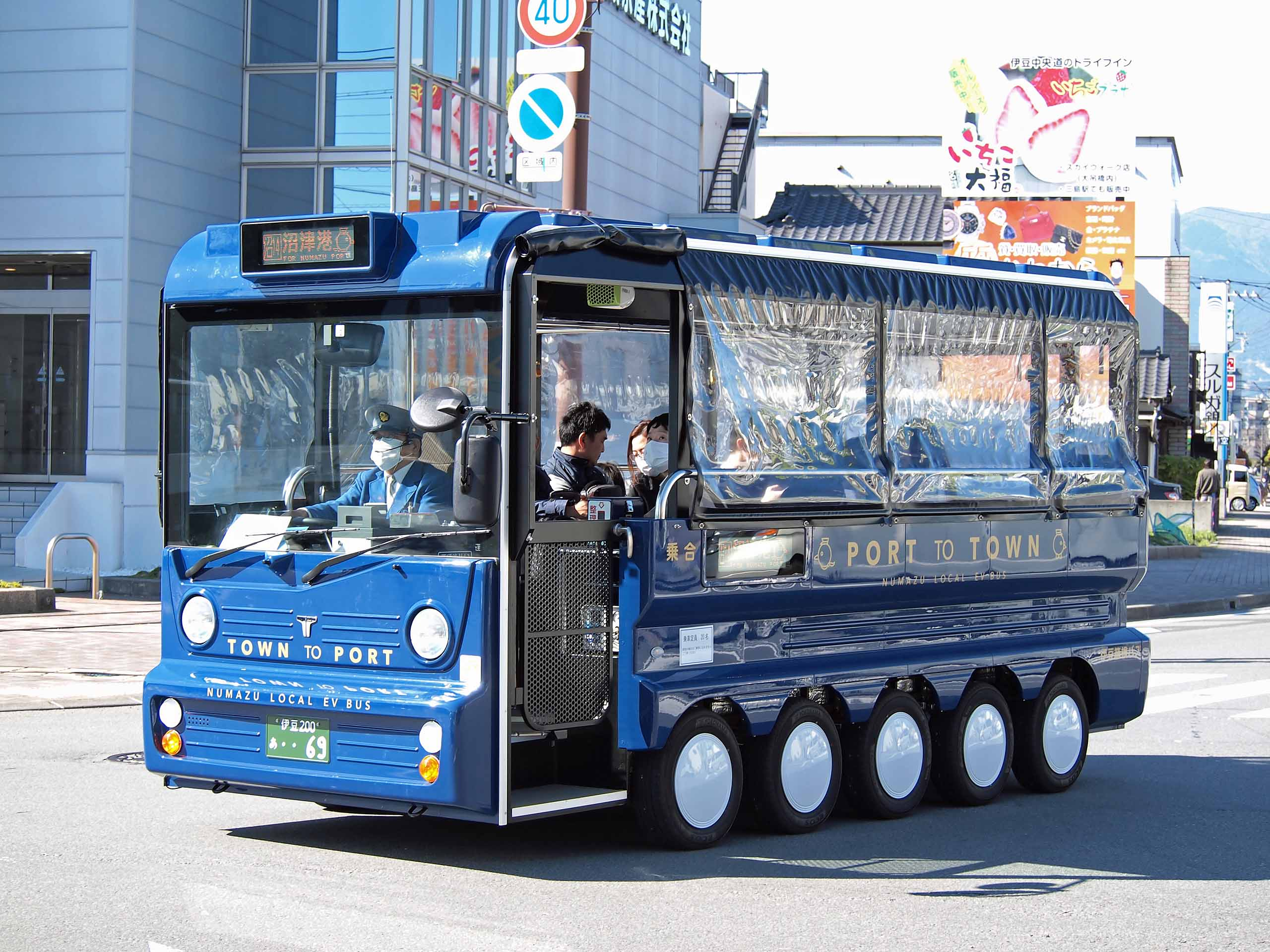
eCOM-10 伊豆箱根バス
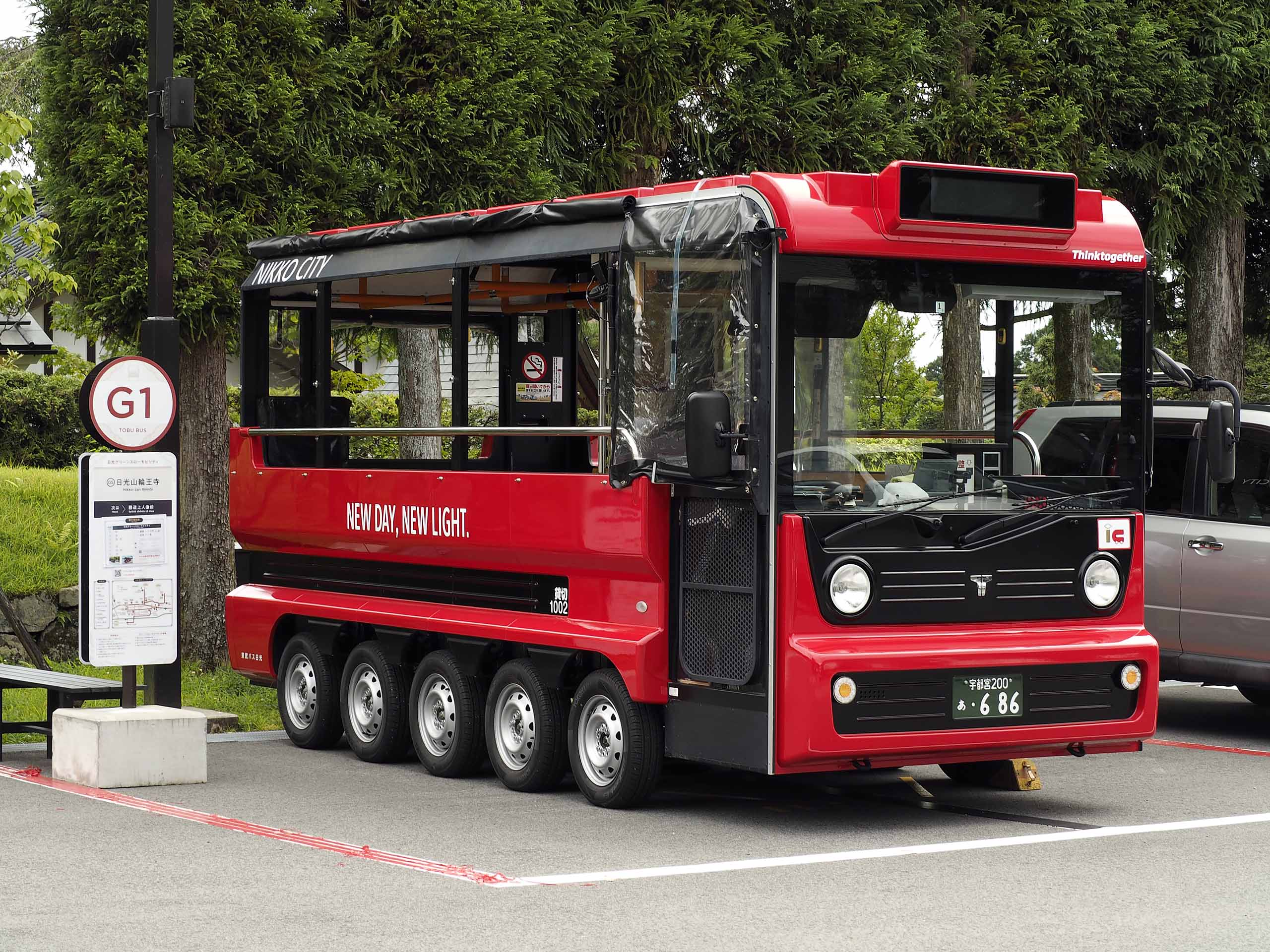
eCOM-10 東武バス日光
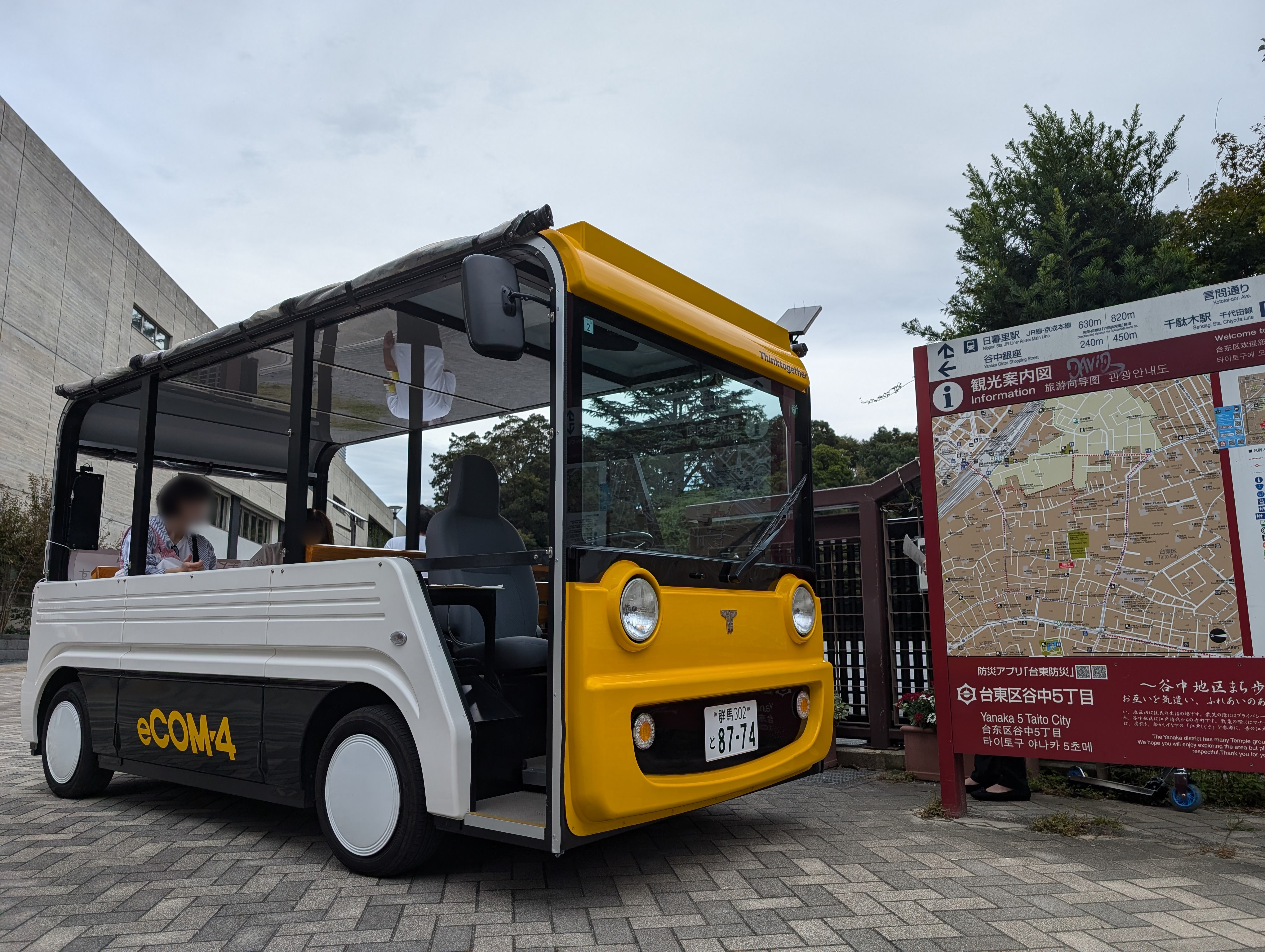
eCOM-4 台東区の実証実験